# 마르마라이 터널

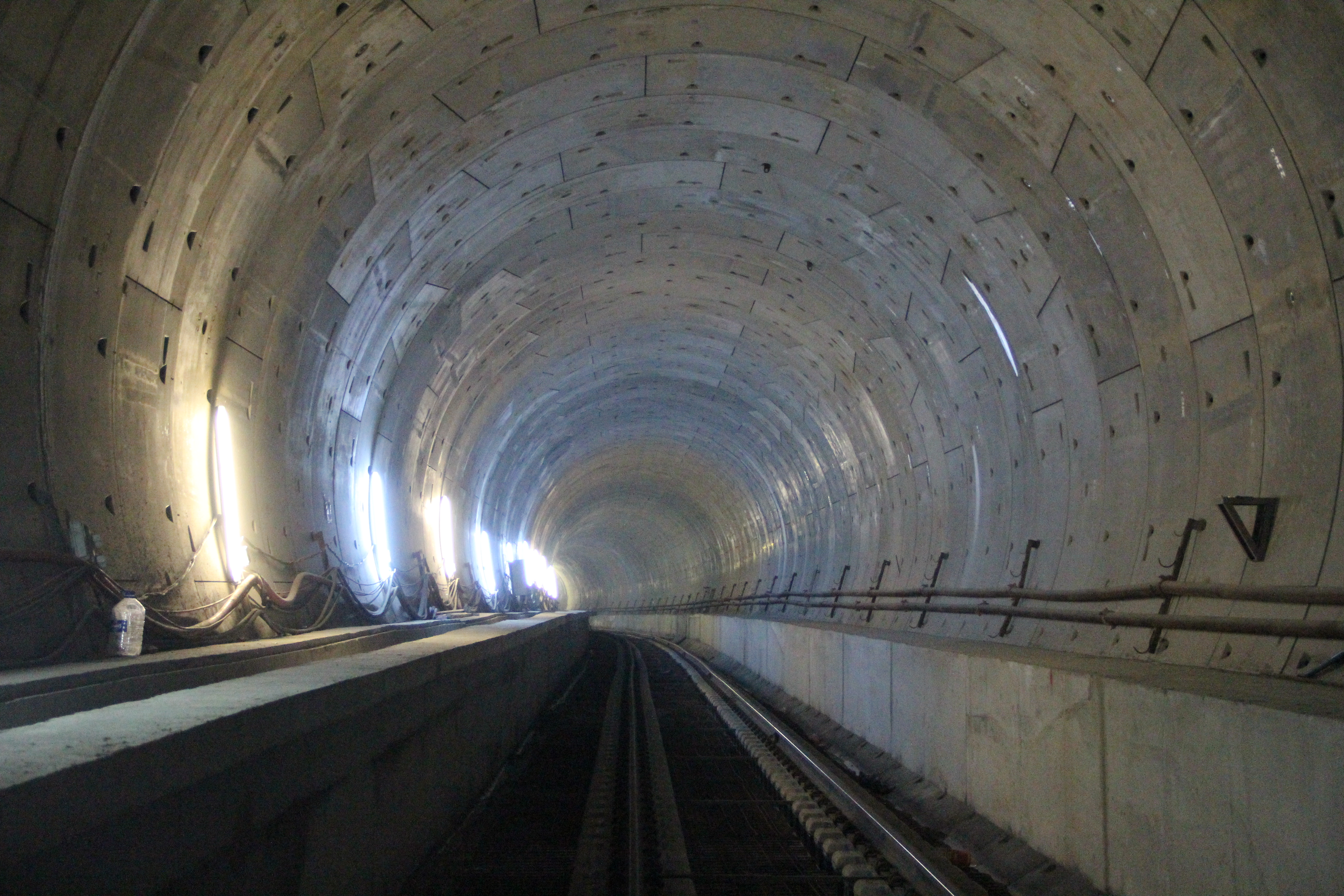
마르마라이 터널

마르마라이 터널(튀르키예어: Marmaray Tüneli)은 튀르키예 이스탄불에 있는 13.5 킬로미터 (8.4 마일)의 해저 철도 터널이다. 보스포루스 해협을 가로지른다.
마르마라이 터널은 2013년 10월 29일 승객 수송을 위해 개통되었다. 2019년 3월 마르마라이의 지상 부분 이 완료되었으며 통근자 (전체 노선), YHT 및 화물 서비스를 포함한 일반 열차가 터널을 통과하기 시작했다. 터널은 세계에서 가장 깊은 수중 튜브 터널이다.